# La Conservación

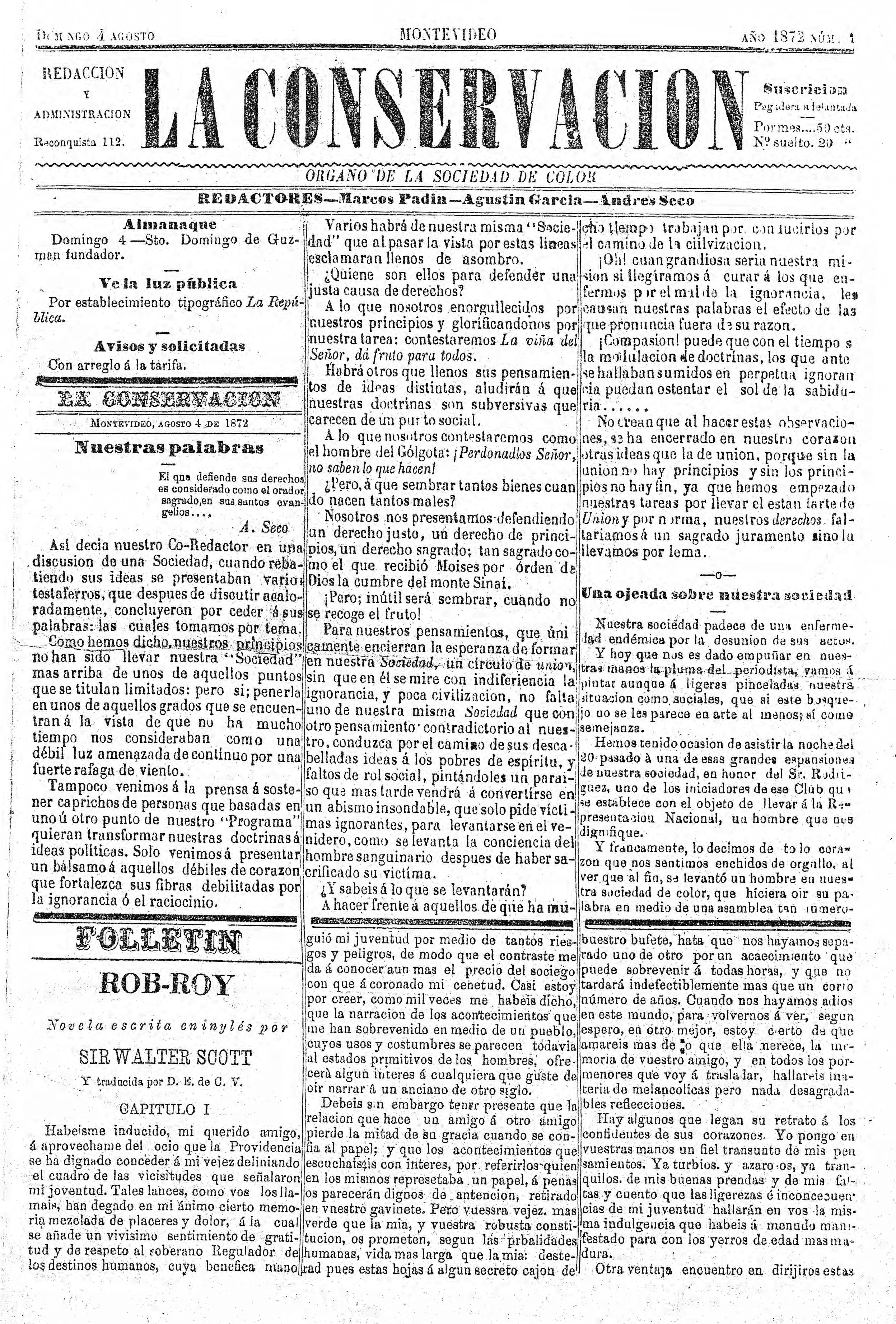
Página 1 del n° de La Conservación, publicada el 4 de agosto de 1872.

La Conservación fue una publicación periódica semanal uruguaya de la colectividad afro-montevideana, con el subtítulo descriptor «órgano de la sociedad de color», publicada todos los domingos entre agosto y noviembre de 1872.
El equipo de redacción que inició la publicación estaba compuesto por Marcos Padín, Agustín García y Andrés Seco. En los sucesivos números se produjeron distintos cambios en el equipo, incorporándose el cronista Guillermo Martínez y Timoteo Olivera al equipo editor. Tenía cuatro páginas, distribuidas en tres columnas, con algunas columnas fijas (editorial, crónica, variedades y remitidos) y durante los primeros números se presentó una novela en folletín.
Según el historiador George Reid Andrews, pese a no ser universitarios, Padín y Seco coincidieron con los principistas en cuestiones centrales como el rechazo al militarismo. En tal sentido el semanario y también el club político Igualdad, apoyaron la candidatura de un afrouruguayo, José María Rodríguez, a quien finalmente el Partido Colorado retiró su apoyo preguntándose «[¿]qué diría el extranjero al ver un negro sentado en las bancas representativa[s?]».
El discurso político de los editores estaba dirigido fundamentalmente a señalar los límites de la ciudadanía en la nueva república y la promoción de la educación y la emancipación política de los afrodescendientes montevideanos.